# Валь-де-Вінь
Валь-де-Вінь (фр. Val des Vignes) — муніципалітет у Франції, у регіоні Нова Аквітанія, департамент Шаранта. Валь-де-Вінь утворено 1 січня 2016 року шляхом злиття муніципалітетів Обвіль, Журиньяк, Менфон i Перей. Адміністративним центром муніципалітету є Журиньяк. Населення — 1365 осіб (01.01.2021).